# Echten
Echten – (fryz. Ychten) – wieś położona w północnej Holandii, we Fryzji, w gminie De Fryske Marren. Do 2014 roku wieś znajdowała się na obszarze gminy Lemsterland. W 2023 roku miejscowość liczyła 250 mieszkańców.
Wieś leży nad jeziorem Tjeukemeer, wzmiankowana w XVI wieku. W 1913 roku w miejscowości została zbudowana stacja pomp Gemaal Echten, która ma za zadanie odprowadzać nadmiar wód w okolicy Echten do jeziora Tjeukemeer.